# Ellsworth megye
Ellsworth megye az Amerikai Egyesült Államokban, azon belül Kansas államban található. Megyeszékhelye és legnagyobb városa Ellsworth. Lakosainak száma 6376 fő (2020. április 1.). Ellsworth megye Lincoln, Rice, Saline, McPherson, Barton és Russell megyékkel határos.

## Népesség
A megye népességének változása:
| Lakosok száma | 6509 | 6457 | 6472 | 6398 | 6343 | 6376 |
|               | 2010 | 2011 | 2012 | 2013 | 2015 | 2020 |